# Panneau de signalisation de carrefour à sens giratoire en France
Le panneau de signalisation de carrefour à sens giratoire, codifié AB25 en France, annonce un carrefour où le conducteur est tenu de céder le passage aux usagers circulant sur la chaussée qui ceinture le carrefour à sens giratoire.

## Histoire
Le panneau de carrefour à sens giratoire a été instauré comme panneau de danger par l'arrêté du 16 février 1984 sous le nom A25, en remplacement du panneau de type B21f qui a été supprimé. Il pouvait alors être complété par un panonceau comportant la mention «VOUS N'AVEZ PAS LA PRIORITÉ». L'arrêté du 16 mai 2001 le classe en signalisation de priorité, le renommant ainsi AB25. Le panonceau «VOUS N'AVEZ PAS LA PRIORITÉ» a été supprimé en 2002 et ne doit plus être employé.

## Usage
La signalisation avancée des carrefours à sens giratoire, tels que définis à l’article R110-2 du code de la route, est obligatoire. Elle se fait à l’aide du panneau AB25 qui est utilisé sur toutes les catégories de routes, en agglomération et hors agglomération.
En signalisation de position (c'est-à-dire au niveau du carrefour), il est mis en place sur les chaussées affluentes la ligne « Cédez le passage ». Hors agglomération, le panneau AB3a complété par le panonceau M9c est obligatoire ; en agglomération, ce panneau AB3a est facultatif.

Différents usages du panneau AB25
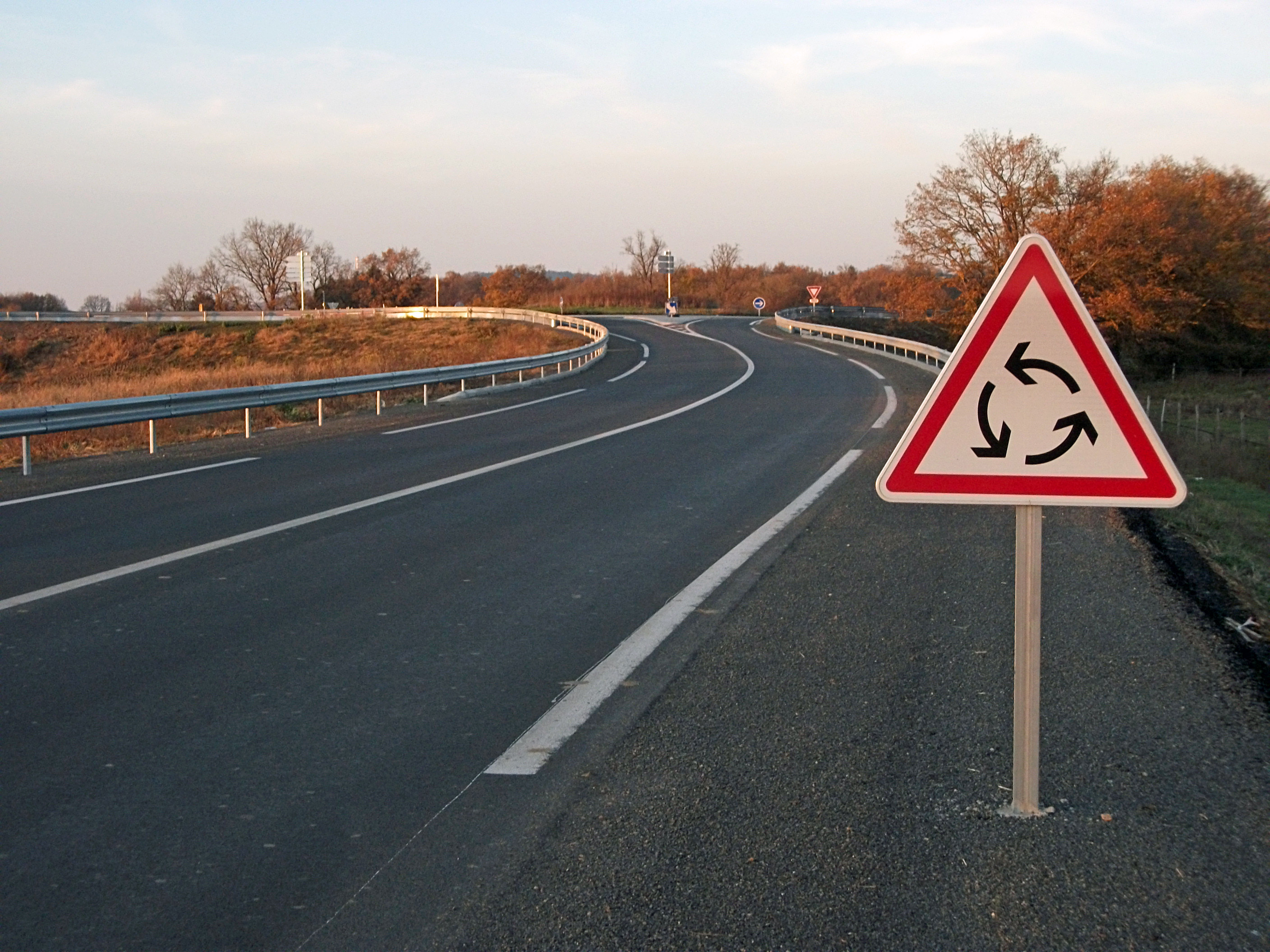
Seul sur une route départementale.
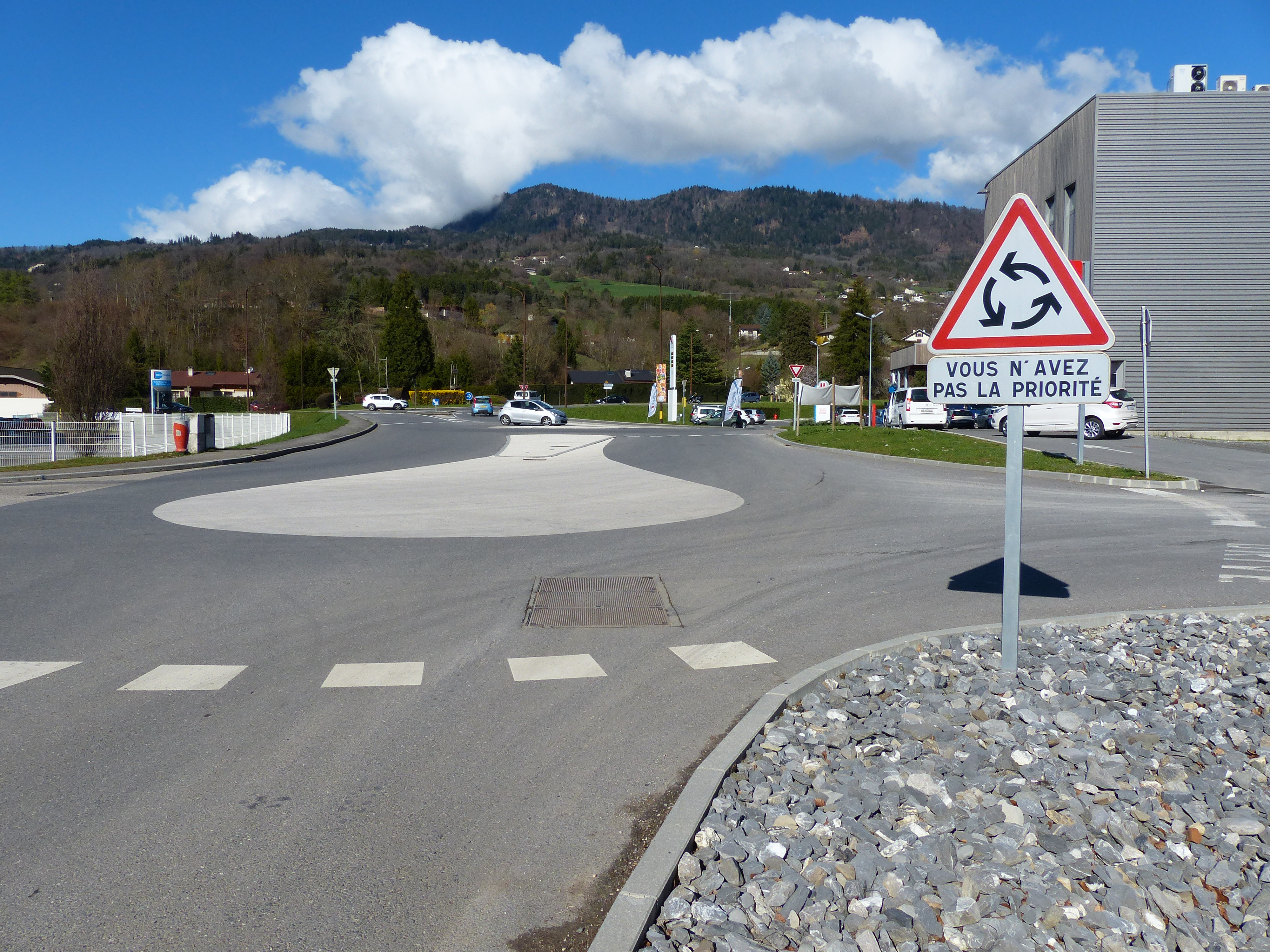
Accompagné d'un panonceau M9z vous n'avez pas la priorité, Bonne, Haute-Savoie.
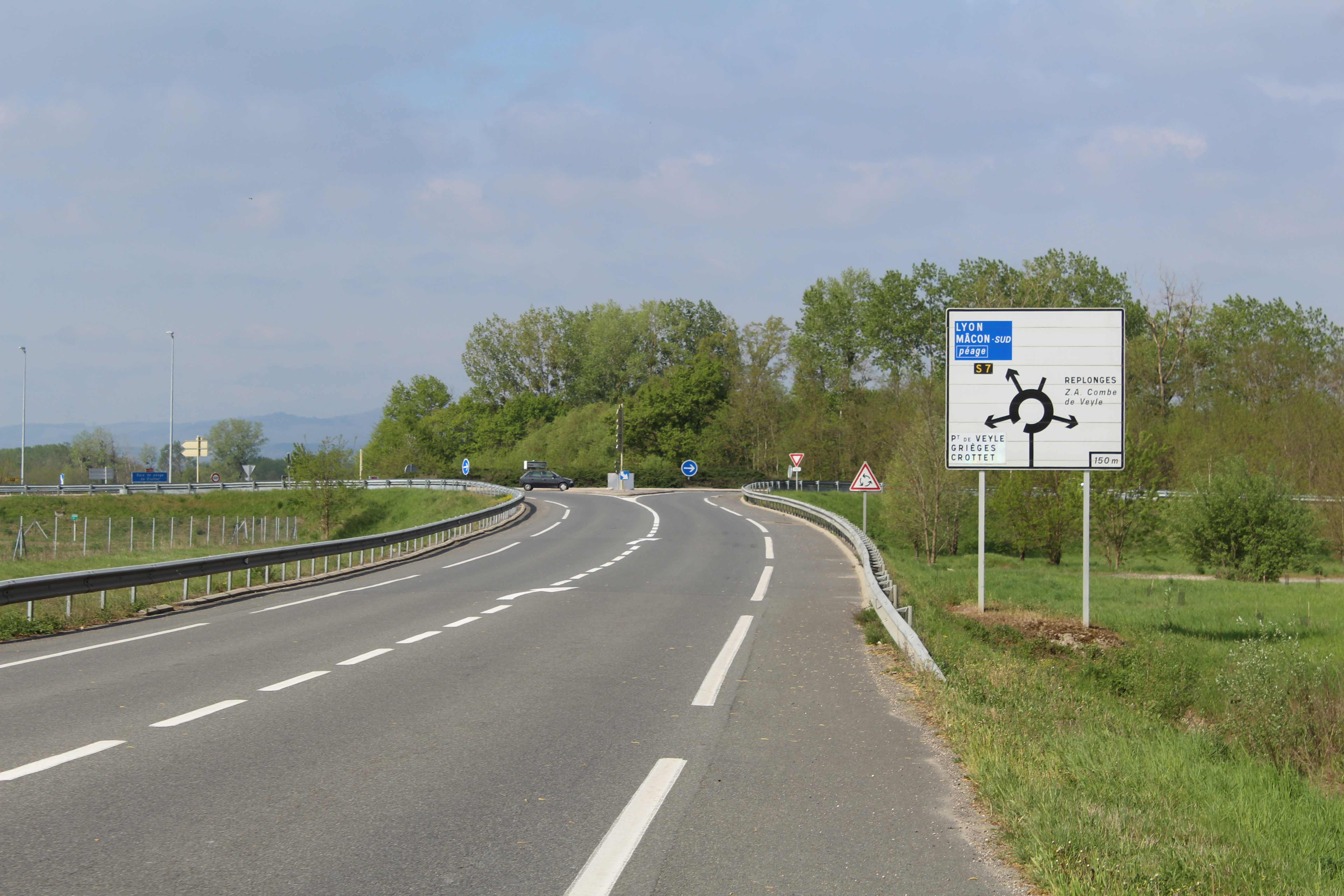
Précédé d'un panneau D42b et suivi d'un AB3a, D1179, Crottet, Ain.

## Caractéristiques
Comme pour tous les panneaux de signalisation de priorité, il existe cinq gammes de dimensions de panneaux de priorité.

## Implantation

### En rase campagne

Implantation, en rase campagne, d'un panneau de danger sur accotement.

Le panneau doit être implanté à environ 150 m de l'intersection. Cette distance peut toutefois varier suivant les circonstances du terrain.

### En agglomération
La distance d'implantation des panneaux de priorité en milieu urbain est environ de 50 m (cette distance peut-être réduite suivant les conditions d'implantation).

## Visibilité de nuit
Les panneaux et panonceaux de signalisation doivent être visibles et garder le même aspect de nuit comme de jour. Les signaux de priorité sont tous rétroréfléchissants.
Les revêtements rétroréfléchissants doivent avoir fait l'objet, soit d'une homologation, soit d'une autorisation d'emploi à titre expérimental. Seules les surfaces noires ou grises  à la surface des panneaux et panonceaux ne sont pas rétroréfléchissantes.

#### Arrêté du 24 novembre 1967 et Instruction Interministérielle sur la Signalisation Routière (versions actualisées)
- Arrêté du 24 novembre 1967 relatif à la signalisation des routes et autoroutes, 58 p. (lire en ligne)
- Instruction Interministérielle sur la Signalisation Routière 1re partie : Généralités, 58 p. (lire en ligne)
- Instruction Interministérielle sur la Signalisation Routière 3e partie : Intersections et régimes de priorité, 45 p. (lire en ligne)

#### Histoire de la signalisation
- Marina Duhamel-Herz, Un demi-siècle de signalisation routière : naissance et évolution du panneau de signalisation routière en France, 1894-1946, Paris, Presses de l’École nationale des Ponts et Chaussées, décembre 1994, 151 p. (ISBN 2-85978-220-6)
- Marina Duhamel-Herz et Jacques Nouvier, La signalisation routière en France : de 1946 à nos jours, Paris, AMC Éditions, novembre 1998, 302 p. (ISBN 2-913220-01-0)